# Leudal (gemeente)
Leudal (Limburgs: Leudaal) is een gemeente in de Nederlandse provincie Limburg die op 1 januari 2007 is ontstaan uit de gemeenten Haelen, Heythuysen, Hunsel en Roggel en Neer. De gemeente telt 36.006 inwoners (22 november 2024, bron: CBS) en heeft een oppervlakte van bijna 165 km². Het gemeentehuis staat in Heythuysen. De gemeente is gelegen in Midden-Limburg.
De naam Leudal is ontleend aan het natuurgebied dat tussen de kernen Heythuysen, Roggel, Haelen, Nunhem en Neer gelegen is. Dit gebied is ontstaan door erosie door het beekje de Leu.

## Kernen

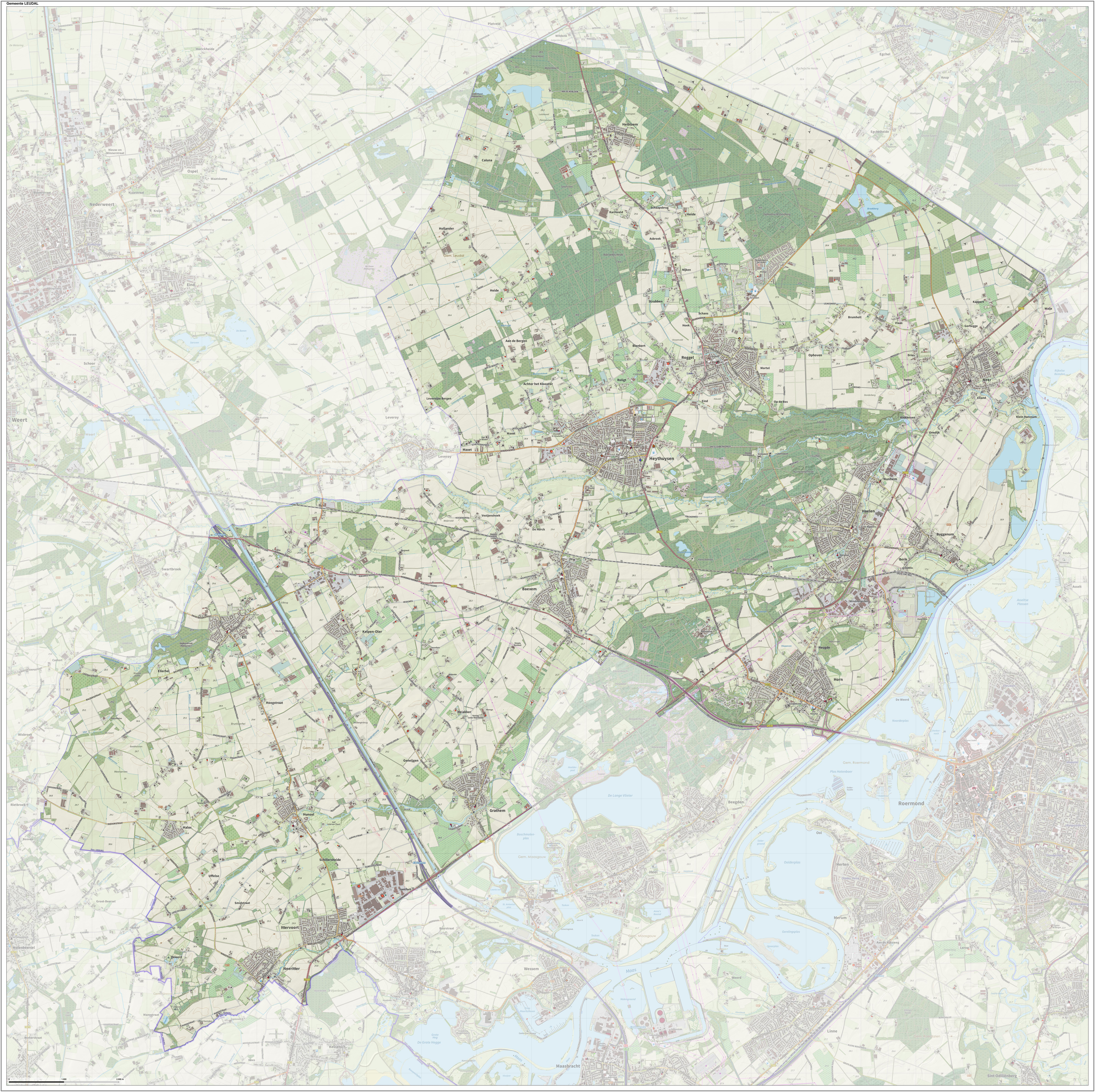
Topografische gemeentekaart van Leudal

Als 17e kern van Leudal wordt vaak Recreatiepark de Leistert genoemd. In dit vakantiedorp kunnen ca 7000 mensen verblijven.

## Gemeentelijke herindeling
De gemeenten Haelen, Heythuysen, Hunsel en Roggel en Neer hadden aanvankelijk tezamen met de gemeenten Heel en Thorn besloten tot een vrijwillige gemeentelijke herindeling. Het zou één grote plattelandsgemeente moeten worden tussen de twee centrumgemeenten van Midden-Limburg: Roermond en Weert. De Provinciale Staten van Limburg staken daar een stokje voor. De Staten namen op grond van de Wet algemene regels herindeling gemeenten de herindelingsprocedure over. Er was er geen sprake meer van vrijwillige herindeling.
Heel en Thorn zagen hun kans schoon om het idee van een plattelandsgemeente te verlaten en te kiezen voor een gemeente waarbij het accent zou komen te liggen op waterrecreatie en -toerisme. In overleg met de provincie rolde er uiteindelijk een provinciaal herindelingsadvies aan 'Den Haag' uit om Heel en Thorn samen te laten gaan met Maasbracht. Dat is de gemeente Maasgouw geworden.
De naam Leudal is door de vier gemeenten gezamenlijk gekozen als naam voor de herindelingsgemeente. De Tweede Kamer heeft op 13 juni 2006 unaniem ingestemd met het wetsvoorstel. Het VVD-Tweede Kamerlid Willibrord van Beek deed een poging om Hunsel los te weken ten behoeve van een herindeling met de gemeente Weert, maar hij kreeg geen steun in de Kamer. Een belangrijk, misschien wel doorslaggevend argument daarbij was dat zowel het gemeentebestuur van de gemeente Hunsel (én haar inwoners) als het gemeentebestuur van Weert (in geval van een van bovenaf opgelegde herindeling; bevestigd per op 12 juni 2006 aangenomen PvdA-motie in de gemeenteraad van Weert) dat in meerderheid niet zagen zitten en er dus 'van onderop' geen draagvlak voor die constructie was.
Op 12 september 2006 heeft de Eerste Kamer de wetsvoorstellen aanvaard. De vorming van de gemeente Leudal, bestaande uit de gemeenten Haelen, Heythuysen, Hunsel en Roggel en Neer, kon op unanieme steun van de senatoren rekenen.

## Politiek

### Gemeenteraad
De gemeenteraad van Leudal bestaat uit 25 zetels. Hieronder de behaalde zetels per partij bij de gemeenteraadsverkiezingen sinds 2006:
| Gemeenteraadszetels | Gemeenteraadszetels | Gemeenteraadszetels | Gemeenteraadszetels | Gemeenteraadszetels | Gemeenteraadszetels |
| Partij              | 2006                | 2010                | 2014                | 2018                | 2022                |
| ------------------- | ------------------- | ------------------- | ------------------- | ------------------- | ------------------- |
| Samen Verder        | 5                   | 7                   | 9                   | 7                   | 7                   |
| Ronduit Open        | 4                   | 6                   | 7                   | 6                   | 6                   |
| CDA                 | 6                   | 5                   | 5                   | 5                   | 5                   |
| D66                 | -                   | -                   | 2                   | 3                   | 5                   |
| Progressief Akkoord | -                   | -                   | -                   | 2                   | 2                   |
| VVD                 | 1                   | 2                   | 1                   | 2                   | -                   |
| Progressief Leudal  | 1                   | 2                   | 1                   | -                   | -                   |
| PvdA                | 1                   | 1                   | -                   | -                   | -                   |
| OPA                 | -                   | -                   | -                   | -                   | -                   |
| Alternatief Leudal  | -                   | 1                   | -                   | -                   | -                   |
| Leudal Centraal     | -                   | 1                   | -                   | -                   | -                   |
| Nieuw Akkoord       | 4                   | -                   | -                   | -                   | -                   |
| Dorpen-Belang       | 3                   | -                   | -                   | -                   | -                   |
| Totaal              | 25                  | 25                  | 25                  | 25                  | 25                  |

#### Zittingsperiode 2014-2018
Samen Verder behaalde bij de gemeenteraadsverkiezingen van 19 maart 2014 9 raadszetels (7 volle en 2 restzetels) en werd daardoor de grootste raadsfractie. Onder haar leiding werd een coalitie gevormd met het CDA dat 5 zetels verwierf, waarvan die 5e zetel nipt werd behaald. De coalitie heeft met 14 van de 25 zetels een meerderheid in de gemeenteraad. De fracties en partijen sloten een coalitieakkoord, geheten 'Samen de schouders eronder', dat op 27 mei 2014 werd bekendgemaakt. In de raadsvergadering van die dag werden tot wethouder benoemd: Arno Walraven (1,0 fte; Samen Verder), Piet Verlinden (1,0 fte; Samen Verder), John van den Beuken (0,9 fte; CDA) en Paul Vogels (0,7 fte; CDA). De oppositie wordt gevormd door Ronduit Open, (nieuwkomer) D66, VVD en Progressief Leudal. De partijen PvdA en OPA behaalden geen zetel.
In de raadsvergadering van 2 februari 2016 werd tegen CDA-wethouder John van den Beuken een motie van wantrouwen aangenomen door de oppositiefracties, aangevuld met coalitiefractie Samen Verder. De wethouder stapte daarop op.
Op 19 februari 2016 stapte de CDA-fractie uit de coalitie. Het college ging in afwachting van nadere politieke besluitvorming enkele weken demissionair verder, inclusief CDA-wethouder Paul Vogels.
Op 22 maart 2016 presenteerde zich in de raadsvergadering een nieuwe coalitie bestaande uit Samen Verder (9 raadszetels) + Ronduit Open (7 raadszetels). Het coalitieakkoord van deze politieke groeperingen + raadsfracties heet 'Op vertrouwen een toekomst bouwen'. De wethouders Arno Walraven en Piet Verlinden waren al wethouder en bleven dat ook, beiden voltijds. Namens de nieuwe coalitiepartner Ronduit Open benoemde de gemeenteraad tot wethouders: raadslid Stan Backus (1,0 fte) en van buiten de gemeenteraad Richard Verheul (0,6 fte).
Op 1 december 2016 slonk de coalitie met twee raadszetels, van 16 naar 14 raadszetels, doordat per die datum de raadsleden André Kierkels en Rob Flinsenberg uit de fractie Ronduit Open stapten. Zij beiden bleven wel aan als raadslid en vormen sindsdien een nieuwe raadsfractie onder de naam Leudal Sociaal.

#### Zittingsperiode 2010-2014
Onder leiding van Ronduit Open werd een coalitie voor de periode 2010-2014 gevormd bestaande uit Ronduit Open, CDA en PvdA. Zij vormden tot en met 5 februari 2013 met 13 van de 25 zetels een nipte meerderheid in de gemeenteraad. Ronduit Open leverde één wethouder (de lijsttrekker Joerie Minses; 1,0 fte), het CDA leverde twee wethouders (Paul Vogels; 0,8 fte en voormalig wethouder Jo Smolenaars; 0,6 fte) en de PvdA leverde één wethouder (Mart Janssen; 0,7 fte). De vier wethouders vervulden hun functie in 3,1 fte.
Op 2 januari 2013 trok het CDA de stekker uit deze coalitie. Ze wilde niet meer samenwerken met de coalitiefracties Ronduit Open en PvdA. Het functioneren van het college stond daarbij niet ter discussie.
In de raadsvergadering van 5 februari 2013 kon een nieuwe, bredere coalitie worden gepresenteerd. Het CDA maakt opnieuw daarvan deel uit, tezamen met de partijen Samen Verder, VVD en Progressief Leudal. Zij kunnen in de gemeenteraad bogen op 16 van de 25 zetels (67,7 % van de stemmen bij de gemeenteraadsverkiezing van 3 maart 2010). In dezelfde raadsvergadering maakte raadsvoorzitter burgemeester J. Smulders bekend dat wethouder Vogels vrijwillig ontslag had genomen gelet op de nieuwe politieke constellatie; de wethouders Minses, Janssen en Smolenaars wilden niet vrijwillig opstappen en werden daarop via een raadsuitspraak gedwongen ontslagen. De gemeenteraad benoemde vier wethouders in de vacatures: Samen Verder leverde een wethouder in de persoon van Piet Verlinden (1,0 fte), het CDA opnieuw drs. Paul Vogels (0,8 fte), de VVD mr. Ad Thomassen (0,7 fte) en Progressief Leudal drs. Joost van der Stappen (0,6 fte). De totale wethoudersformatie blijft daardoor op 3,1 fte. De laatste dag van de zittingsduur van de gemeenteraad zal zijn op 26 maart 2014. Op 19 maart 2014 zijn er gemeenteraadsverkiezingen.
Samen Verder is van oorsprong een lokale partij uit de 'oude' gemeente Haelen. Begin oktober 2009 hebben de lokale partijen Nieuw Akkoord (een lokale partij uit de 'oude' gemeente Roggel en Neer) en Dorpen-Belang (een lokale partij uit de 'oude' gemeente Hunsel), zich aangesloten bij Samen Verder. Bij de verkiezingen van maart 2010 was Samen Verder winnaar én verliezer. De partij ging van 12 naar 8 zetels maar blijft de grootste fractie. Op 13 maart 2012 heeft Marieke Kortenhorst de fractie van Samen Verder verlaten en is nu een onafhankelijk lid in de gemeenteraad met als fractienaam Alternatief Leudal. Hierdoor had de fractie van Samen Verder nog maar 7 zetels in de raad. Alternatief Leudal heeft niet meegedaan met de gemeenteraadsverkiezingen van 2014. Marieke Kortenhorst stelde zich verkiesbaar via de kandidatenlijst van Progressief Leudal.
Ronduit Open is een lokale partij uit de 'oude' gemeente Heythuysen; zij won in 2010 3 zetels er bij en kwam uit op 7 zetels. Progressief Leudal is ook een lokale partij en kent zijn oorsprong voornamelijk in twee vroegere gemeenten: Haelen en Hunsel. In 2013 verliet Ria Teluij, raadslid sinds 2002 voor de gemeente Heythuysen en daarna gemeente Leudal, de fractie van Ronduit Open; zij vormde de fractie Leudal Centraal. Ook Leudal Centraal deed niet mee met de gemeenteraadsverkiezingen van 2014. Ria Teluij stelde zich wel verkiesbaar via de kandidatenlijst van Samen Verder en werd weer in de gemeenteraad gekozen. In maart 2019 nam zij, vanwege haar verhuizing naar Herten/Roermond, na 17 jaar afscheid als raadslid en kreeg een Koninklijke onderscheiding.

### Burgemeesters
Op 11 december 2006 had commissaris van de Koningin Léon Frissen Jos Zuidgeest uit Heerlen, leeftijd 62 jaar, benoemd als waarnemend burgemeester en wel per 1 januari 2007. Zuidgeest heeft vooral veel openbare bestuurservaring opgedaan als wethouder van de gemeente Heerlen (van 1986 tot 2002) en ook als locoburgemeester van die gemeente. Daarnaast was Zuidgeest tot voorjaar 2007 lid van Provinciale Staten van Limburg.
Op 15 juni 2007 heeft de koningin bij Koninklijk besluit Arno Verhoeven (PvdA) benoemd als nieuwe burgemeester van de gemeente Leudal en wel per 1 september 2007. Verhoeven (1952) was sinds 24 april 2002 burgemeester van het Brabantse Bergeijk (18.000 inwoners), daarvoor was hij 7 jaar burgemeester van Mook en Middelaar.
Vanwege ziekte van burgemeester Verhoeven had commissaris Theo Bovens de heer ing. Hans Smulders uit Heythuysen met ingang van 7 mei 2012 benoemd als waarnemend burgemeester. Dat duurde aanvankelijk tot en met 25 september 2012. Kort daarop, met ingang van 30 oktober 2012 benoemde de commissaris de heer Smulders opnieuw als waarnemend burgemeester. Deze situatie duurde tot en met 14 maart 2013. Met ingang van 15 maart 2013 is burgemeester Verhoeven weer in functie.
Bij Koninklijk Besluit van Koning Willem Alexander d.d. 16 juli 2013 werd burgemeester Verhoeven per 1 september 2013 herbenoemd voor een termijn van 6 jaar.
Sinds 3 september 2019 is Désirée Schmalschläger burgemeester van Leudal.

### Huisvesting nieuw gemeentehuis
In het eerste kwartaal van 2010 werd een begin gemaakt met de bouw van een nieuw gemeentehuis op de hoek Walk - N279 in Heythuysen. Het adres is Leudalplein 1. Op 18 juli 2011 namen het gemeentebestuur en de ambtenaren er hun intrek in.

## Carnaval
Bij de cultuur van Leudal hoort de Vastelaovend (carnaval). In de gemeente zijn een groot aantal carnavalsverenigingen. De kernen binnen de gemeente Leudal hebben elk een eigen carnavalsvereniging. Compleet met Prins Carnaval, Raad van Elf en eigen bonte avonden en optochten.
De carnavalsverenigingen in de gemeente Leudal zijn:
- Baexem: De Plekploasters (1956)
- Buggenum: CV de Halve Gare (1959)
- Ell: CV de Moerebuuk (1950)
- Grathem: CV de Foekepotters (1949)
- Haelen: VV de Vreigeliers (1955)
- Haler-Uffelse: VV de Rabbedabben (1965)
- Heibloem: CV de Buizers (1960)
- Heythuysen: VV de Kwakkert (1955)
- Horn: De Sjaopsköp (1955)
- Hunsel: VV de Serdelhunj
- Ittervoort: CV de Puinsjödders
- Kelpen-Oler: CV de Kujeldreiers (1970)
- Maxet: CV de Kakers (1973)
- Neer: VV de Kwiebusse (1899 (carnaval), 1875 (sociëteit))
- Neeritter: VV de Walvaegers (1958)
- Nunhem: CV de Bosuule (1957)
- Roggel: CV de Sjansemaekers (1954)

## Monumenten
In de gemeente zijn er een aantal rijks-, gemeentelijke en oorlogsmonumenten, zie:
- Lijst van rijksmonumenten in Leudal
- Lijst van gemeentelijke monumenten in Leudal
- Lijst van oorlogsmonumenten in Leudal
- Lijst van Stolpersteine in Leudal

## Aangrenzende gemeenten
| Aangrenzende gemeenten | Aangrenzende gemeenten | Aangrenzende gemeenten | Aangrenzende gemeenten | Aangrenzende gemeenten |
| ---------------------- | ---------------------- | ---------------------- | ---------------------- | ---------------------- |
| Nederweert             |                        | Peel en Maas           |                        | Beesel                 |
|                        |                        |                        |                        |                        |
| Weert                  | Roermond               |                        |                        |                        |
|                        |                        |                        |                        |                        |
| Kinrooi (B)            |                        |                        |                        | Maasgouw               |

## Europees schutterstreffen
In het weekend van 18 en 19 augustus 2018 vond in Leudal (in Neer) het Europees Schutterstreffen plaats, waar zo'n 500 schutterijen uit heel Europa aan deelnamen en waar 55.000 bezoekers op afkwamen. De schutterskoning van St. Martinus uit Linne won de titel van Europees koning.